# Super Mario Ball
Super Mario Ball (スーパーマリオボール?, Sūpā Mario Bōru), noto come Mario Pinball Land in Nord America, è un videogioco-flipper, sviluppato da Fuse Games e pubblicato da Nintendo per Game Boy Advance. È stato commercializzato in tutto il mondo nel 2004.

## Trama
Mario e la Principessa Peach stanno visitando un parco giochi e tutto ad un tratto Bowser rovina la loro gita. Egli rapisce Peach e Mario deve liberarla dalle sue grinfie. Per riuscire nell'impresa Mario si trasforma in una palla sferica che deve superare un insidioso flipper.

## Modalità di gioco
Mario in questo videogioco deve superare 5 mondi in modalità flipper: un mondo ghiacciato, un mondo collinare, un mondo desertico, il Castello di Bowser ed un'altra zona. Per continuare a procedere di mondo in mondo, Mario deve riuscire a raccogliere un numero di stelle tale da aprire delle porte. In totale ci sono 35 stelle da raccogliere. Ogni mondo è custodito da un boss finale come: Re Boo, Tutankoopa, Pipino Piranha, Bowser ecc. Per sconfiggerli bisogna colpirli con Mario in versione palla così da indebolirli e sconfiggerli.